# Златна жаба
Златната жаба (Atelopus zeteki) е вид жаба от семейство Крастави жаби (Bufonidae). Видът е критично застрашен от изчезване.

## Разпространение
Разпространен е в Панама.

## Описание
Популацията на вида е намаляваща.